# Echo der Heimat (Zeitschrift)
Das Echo der Heimat, auch Österreichs größte Heimat-Illustrierte genannt, war eine oberösterreichische Wochenzeitschrift, die von 1945 bis 1974 existierte.
Die Zeitschrift wurde 1945 durch Gustaf Adolf Neumann gegründet und erschien im „Gustaf-Adolf-Neumann-Verlag“ in Wien. Zu Beginn galt sie als politisch „rechtslastig“. 1946 gab es deswegen eine Erhebung gegen Neumann.
Mitte der 1950er Jahre wurde sie zur größten Wochenzeitung Österreichs und erregte „durch eine Kampagne für unschuldig Verurteilte“ Aufsehen, wobei insgesamt 13 Personen rehabilitiert werden konnten. Dazu gehörten unter anderem:
- Wilhelm Gratzl[4]
- Alois Manninger
- Josef Auer und Huberth Ranneth
- Erich Rebitzer
- Rudolf Rechberger
- Franz Thiel

Die Kampagne trug dazu bei, dass die Todesstrafe in Österreich nicht wieder eingeführt wurde.